# Vera Salvequart

Vera Salvequart (Haftnummer 10) während des Ravensbrück-Prozesses

Vera Salvequart (* 26. November 1919 in Wohontsch, Tschechoslowakei; † 26. Juni 1947 in Hameln) gehörte zum Häftlingspersonal des Konzentrationslagers Ravensbrück.

## Leben
Vera Salvequart war Tochter einer Tschechin und Adoptivtochter eines Sudetendeutschen. In Leipzig absolvierte sie eine Ausbildung zur Krankenschwester und studierte anschließend zwei Semester Medizin.
Salvequart hatte einen jüdischen Freund, was nach den Nürnberger Rassengesetzen strafbar war. Deswegen wurde sie erstmals im Mai 1941 verhaftet und im KZ Flossenbürg inhaftiert. Nach 10-monatiger Haft ließ man sie frei, jedoch wurde sie schon im Mai 1942 unter der gleichen Beschuldigung erneut verhaftet. Diesmal erhielt sie eine Gefängnisstrafe von zwei Jahren.
Nach kurzer Zeit in Freiheit erfolgte im November 1944 ihre dritte Verhaftung. Nach kurzer Haft im KZ Theresienstadt wurde sie ins Gefängnis Berlin-Alexanderplatz überstellt. Im Dezember 1944 wurde Salvequart ins KZ Ravensbrück gebracht. Dort arbeitete sie auf der Krankenstation, überwachte den Abtransport von Häftlingen in die Gaskammern und füllte Totenscheine aus. Laut Zeugenaussagen war sie ab Februar 1945 auch direkt an der Ermordung von Patienten beteiligt, indem sie ihnen ein giftiges Pulver verabreichte, das meist zum Tod führte. Gegen Kriegsende konnte sie sich einer drohenden Exekution entziehen, die ihr nach eigenen Angaben drohte, da sie Namenslisten fälschte, indem sie die Namen lebender Frauen auf die Liste von Toten gesetzt habe und diese so zu retten versuchte. Sie wurde von männlichen Häftlingen im Männerlager in einem Spind bis zur Auflösung des Lagers versteckt.
Nach Kriegsende wurde sie kurzzeitig in einem amerikanischen Camp untergebracht. Unter dem falschen Namen Anna Markova lebte Salvequart anschließend für einige Zeit in Hofheim am Taunus und arbeitete als Leiterin in einem Büro für rassisch Verfolgte. Aufgrund von Unterschlagungsvorwürfen setzte sich Salvequart nach Köln ab, wo sie von der britischen Armee verhaftet und danach in das Internierungslager Staumühle verbracht wurde.
Im Dezember 1946 wurde sie in Hamburg unter britischer Militärgerichtsbarkeit angeklagt. Die hier eröffnete Gerichtsverhandlung war der erste Ravensbrück-Prozess mit insgesamt 16 Angeklagten. Das Verfahren endete am 3. Februar 1947 mit elf Todesurteilen, davon eines für Salvequart.
Ursprünglicher Termin für ihre Hinrichtung war der 2. Mai 1947 – an diesem Tag starben drei weitere verurteilte Frauen durch den Strang. Weil Salvequart ein Gnadengesuch eingereicht hatte, wurde die Vollstreckung ihres Urteils aufgeschoben. Die Verurteilte beteuerte wiederholt, im Zweiten Weltkrieg für den englischen Geheimdienst gearbeitet zu haben.
Vera Salvequarts  Begnadigung wurde abgelehnt, sie wurde am 26. Juni 1947 im Zuchthaus Hameln durch den Henker Albert Pierrepoint gehängt.